# Nowi chan
Nowi chan (bułg. Нови хан) – wieś w Bułgarii, w obwodzie sofijskim, w gminie Elin Pelin. Według danych szacunkowych Ujednoliconego Systemu Ewidencji Ludności oraz Usług Administracyjnych dla Ludności, 15 grudnia 2018 roku miejscowość liczyła 2686 mieszkańców.

## Historia
W 1670 roku wybudowano duży karawanseraj, który powstał na drodze Via Militaris (Singidunum – Konstantynopol). Z czasem wokół karawanseraju zaczęła powstawać obecna miejscowość.

## Radioaktywne odpady
Około 7 km od centrum wsi, znajduje się miejsce przeznaczone na składowanie odpadów promieniotwórczych. Od 2006 roku miejsce to należy do Państwowego Przedsiębiorstwa „Radioaktywne Odpady”.

## Osoby związane z miejscowością
- Kirił Bożkow (1964) – bułgarski artysta
- Simeon Janew (1942) – bułgarski pisarz
- Stanisława Stojanowa (1971) – bułgarska artystka